# Dadi
|  | Per a altres significats, vegeu «Dadí». |

Dadi (en rus: Дады) és un poble de la República de Mordòvia, a Rússia, segons el cens del 2010 tenia 16 habitants, pertany al municipi de Kirjemani.